# 2011年ロシア反政府運動
2011年ロシア反政府運動（2011ねんロシアはんせいふうんどう）は、2011年12月4日にロシア連邦で行われた下院選挙に不正があったとされる疑惑が発端となり発生した。1991年のソビエト連邦の崩壊後、ロシアにおける最大級の反政府デモとなった。反プーチン運動、反プーチンデモとも呼ぶ。
2012年9月時点でも単発的に反政府デモは発生しているが、実施頻度は数か月に一度程度まで低下している。

## 発端
2011年12月4日に投開票が行われたロシア下院選挙には欧州安全保障協力機構(OSCE)より監視員が派遣された。
12月5日、OSCEは選挙において与党統一ロシアへの投票を促すため行政機関が選挙戦に介入したと思われること、一部の野党について登録が認められなかったこと、開票作業で票の水増しがあったこと、また政権に批判的な報道機関がサイバー攻撃を受けるなど、大規模な選挙不正があったと発表した。このほかインターネット上では、統一ロシアに雇われた人物がいくつかの投票所をまわり何度も投票を行なうといった不正行為を告発する映像がYouTubeなどで公開された。
こうした疑惑に対してドミートリー・メドヴェージェフ大統領は選挙は公平かつ正当に、民主的に実施されたと主張し、またロシア国営放送系のメディアは選挙における軽微な違反が幾つかあったことを報道したものの、投票過程における大きな違反は無かったと報道した。しかし野党側は反発を強め、ロシア連邦共産党のゲンナジー・ジュガーノフ委員長は1991年のソビエト連邦の崩壊以来最も不正に満ちた選挙だと表現した。またロシア国外でもアメリカのヒラリー・クリントン国務長官、マーク・トナー国務省副報道官、ジェイ・カーニー大統領報道官などが懸念を示し、ロシアに対して徹底的な調査を要求するに至った。
こうして12月5日以降、野党勢力により反政府デモが呼びかけられることとなった。

## 背景と目的
下院選挙における不正への抗議が発端であり、選挙結果の見直しや不正疑惑の解明が要求されたほか、デモではプーチン・メドベージェフ政権の退陣も叫ばれた。そもそも下院選挙で（不正があったと指摘されているにもかかわらず）与党統一ロシアは過半数こそ維持したものの議席数を大幅に減らすなど、プーチンによる長期強権統治に反発する下地が国民の間に存在していた。このほかウラジーミル・チューロフ中央選挙管理委員会委員長の解任、政治犯の釈放なども要求された。
プーチン自身は12月27日、国営テレビにおいて、デモには明確な目標がないと批判している。

## 推移

### 最初の大規模デモ

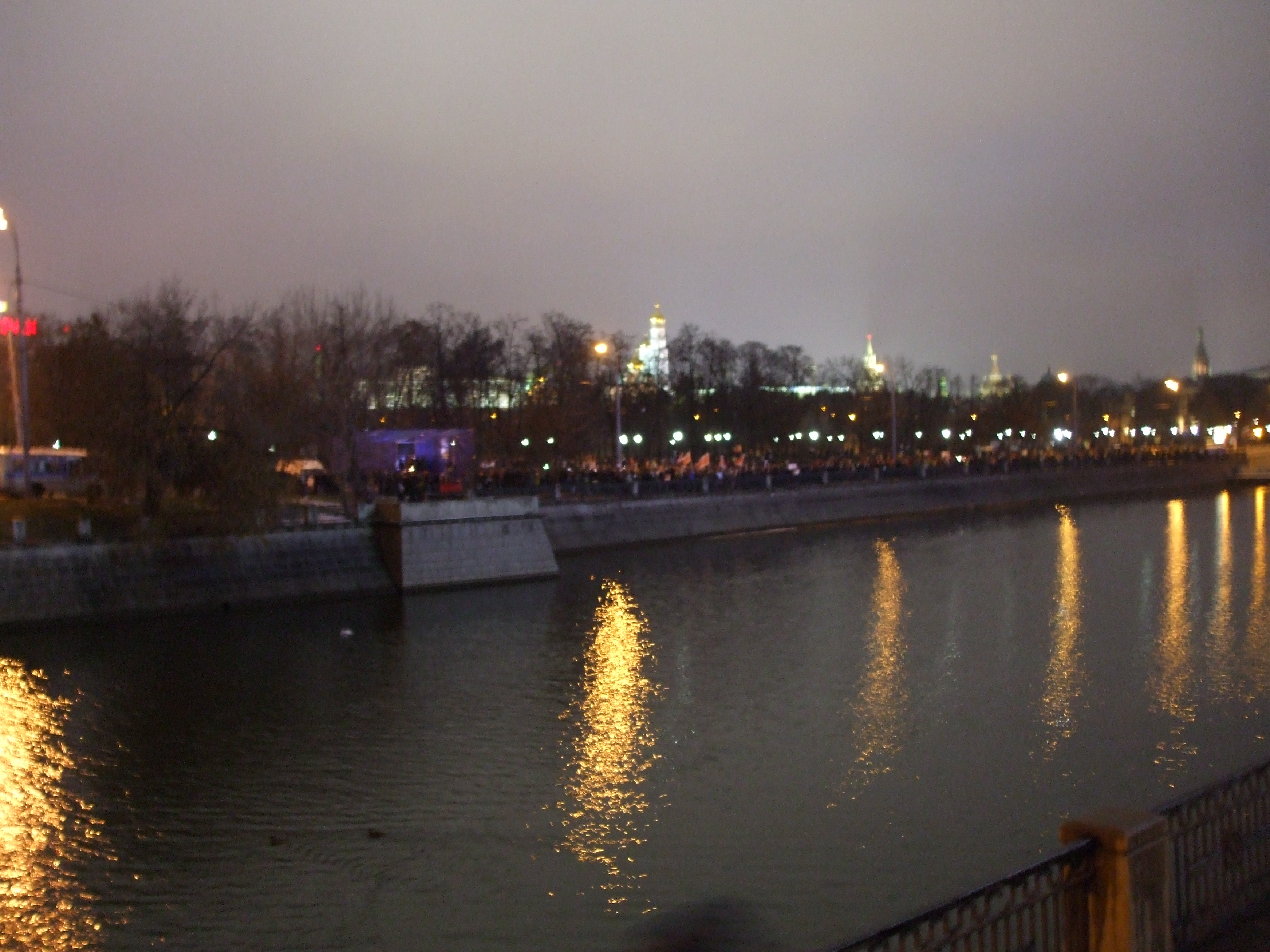
12月10日、モスクワにおけるデモ

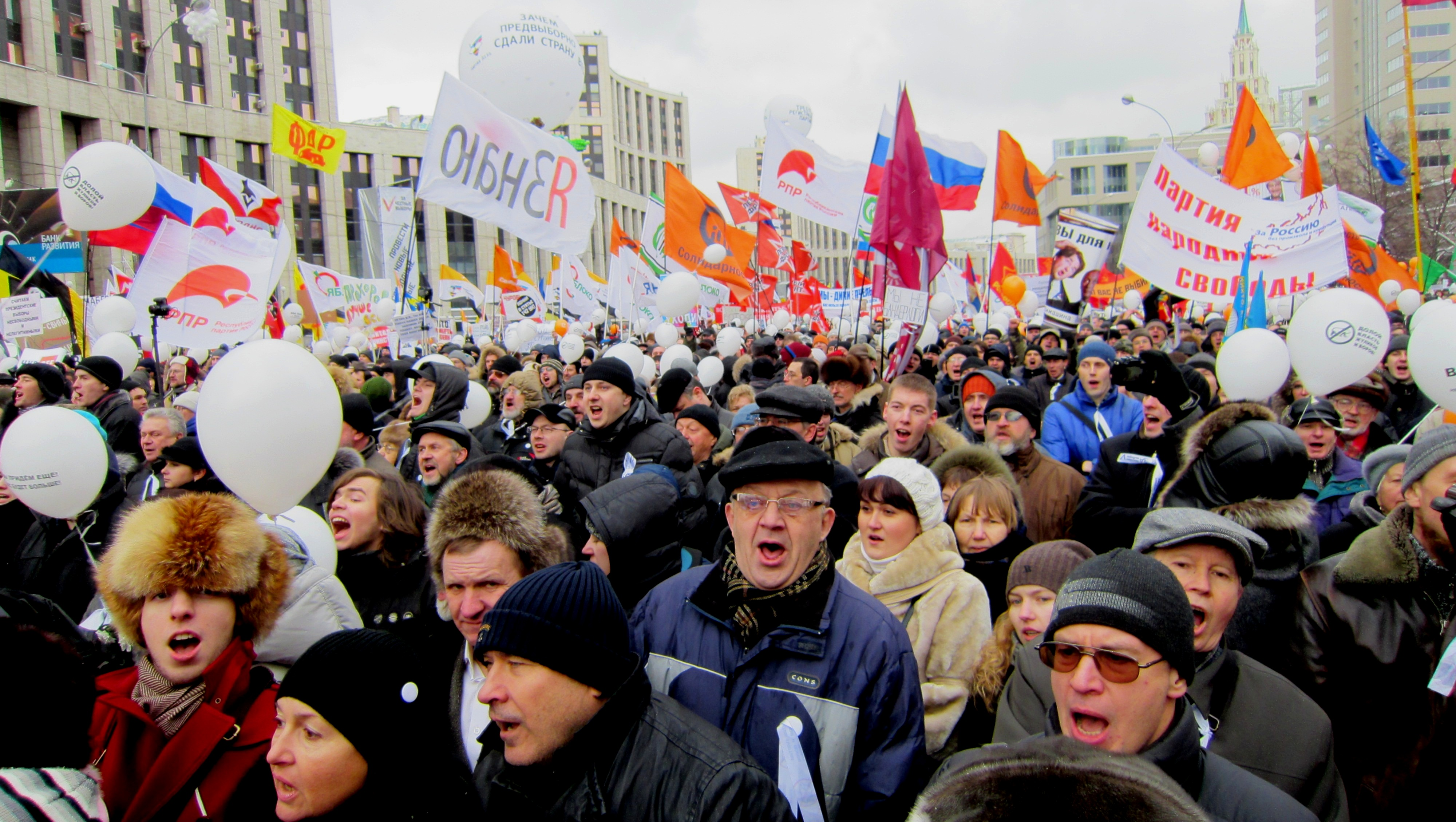
12月24日、モスクワ・サハロフ通りにおけるデモ

野党勢力は12月5日夜にモスクワ市内でボリス・ネムツォフ元第一副首相らが反政府集会を呼びかけ、市民など数千人が参加。プーチンの退陣を要求し、約300人が拘束された。またプーチンの出身地であるサンクトペテルブルクでも、許可を得ない集会が行われ約200人が拘束された。こうしたデモはアラブの春におけるデモと同様、twitterやFacebookを通じて呼びかけられていった。
警察当局は5万人規模の警官を投入してデモの沈静化を図り、ネムツォフは一時的に拘束され、公務員の腐敗を告発する活動を行っているブロガーのアレクセイ・ナワルニーや著名活動家のイリヤ・ヤシンは15日間拘留されることとなった。3日間で逮捕者は1600人に及んだ。
この抗議集会はロシア全土に波及し、12月10日にはネムツォフらが率いる野党・国民自由党が計画した反政府デモがモスクワなどで開かれ、主催者発表で5万人、警察発表で約2万5000人が参加、過去20年間でも最大級の規模となった。モスクワ以外でも10を超える都市でデモが行われ、参加者は15万人規模となったとされている。またデモ参加者はロシアだけではなく、12月9日にはウクライナの女性権利団体であるFEMENが抗議活動に参加したほか、12月10日には東京のロシア大使館前でも在日ロシア人約30人が抗議の声を上げた。そして今後はロシア国内だけでなく、ロンドン、パリ、プラハといった欧州各都市でもデモが予定されたほか、12月24日にも再び大規模デモを行うことが予告された。

### 2度目のデモ
12月24日に再びロシア全土で大規模なデモが発生。モスクワのサハロフ通りには内務省発表で2万9000人、主催者発表で12万人もの市民が集まり、12月10日のデモを上回る規模となった。これまでの選挙不正追及から、プーチンに対する批判へと目的がシフトしたとされる。またデモの雰囲気はお祭りのような側面もあったと報じられている。12月31日にはモスクワで反政府デモが行われ、約200人が参加、約70人が逮捕された。

### 3度目のデモ
2012年2月4日には3度目となる大規模デモが国民自由党の主催で約30の都市で行われ、モスクワでは気温が氷点下20度を下回る中、主催者発表で約8万人が、内務省発表で約3万4000人が参加した。大統領選挙まで1ヶ月となる日の開催であったが、選挙出馬を予定しているロシア共産党のゲンナジー・ジュガーノフ中央執行委員長などは参加しなかった。またこの日はプーチン支持派もモスクワにて集会を行なった。

### 4度目のデモ
2012年大統領選挙の投票日を1週間後に控えた2012年2月26日、モスクワで数万人が参加し「人間の鎖」によってクレムリンを取り囲むというデモが発生。公平な大統領選挙を要求することが目的で、スローガンやプラカードは用いられず、無言でのデモとなった。

### 大統領選挙後のデモ

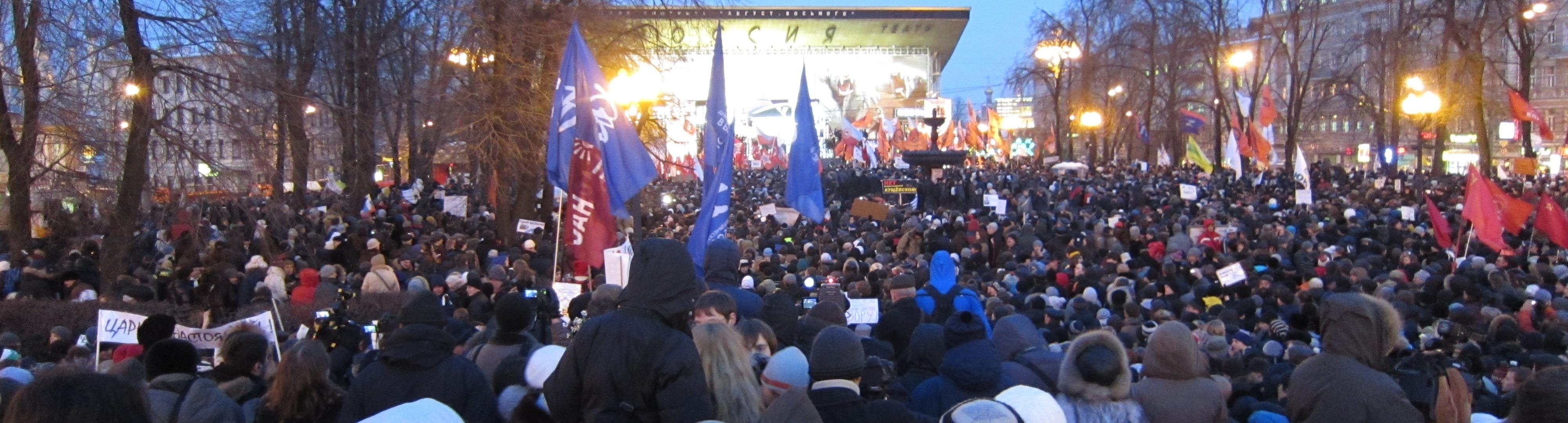
2012年3月5日、プーシキン広場でのデモ

2012年3月4日に大統領選挙は行われ、事前の予想どおりプーチンの圧勝となった。しかし下院議員選挙と同様に監視を行った欧州安全保障協力機構(OSCE)や野党勢力は選挙に不正があったと主張、これを受けて3月5日にモスクワのプーシキン広場やサンクトペテルブルクなどで合計1万7000人が参加する大規模デモが発生し、大統領選挙のやり直しなどを求めた。このデモによりナワルニーなど550人以上が警察当局に拘束された。また、このデモには無所属ながら5人中3位に入ったミハイル・プロホロフも参加している。同時にクレムリンでは、プーチン支持派による1万人規模の集会が行われた。
3月10日にはモスクワなどで再びデモが発生し、主催者発表で約2万5千人、警察発表で約1万人が参加。少なくとも85人が身柄を治安当局に拘束された一方、当初より参加人数は減少しており、デモは下火になりつつあるとも報道された。
事実上政府の影響下にあるテレビ局NTVは大統領選挙前に反政府運動は欧米諸国からの援助を受けているとした報道を行い、3月15日夜にはデモ参加者が現金を受け取っている映像を使い、彼らはカネで雇われているとした番組を放送するなど否定的な報道を行なってきた。このため、3月18日に実施されたデモでは偏向報道への抗議が訴えられた。デモ呼びかけ人のボリス・ネムツォフなど100人の身柄が一時拘束されたが、約1000人の参加にとどまり、一連の反政府運動の収束傾向が鮮明となった。

### 大統領就任式前後
プーチンの大統領就任式が行われる前日の5月6日にはモスクワで「100万人の行進」と呼称された大規模デモが行われ、8000～2万人が参加した。しかしデモ隊は当局があらかじめ許可していたコースを外れ、機動隊がクレムリンへ続く主な橋を取り締まるなどしたため警官隊との衝突が発生し、一部が暴徒化。治安撹乱要因であるとして約450人が身柄を拘束され、ボリス・ネムツォフ、セルゲイ・ウダルツォフ、アレクセイ・ナワルニーらを含む250人以上が逮捕された。このため集会は中断を余儀なくされた。当局発表ではこのデモにより警官隊20人とデモ参加者17人が負傷したほか、プーチン支持のデモも同日に行われている。
大統領就任式当日の5月7日にも再びデモが発生し、警察に無許可で行われたとしてボリス・ネムツォフら約120人が身柄を拘束されている。

### 就任後
6月12日、プーチンの復帰以来、最大規模のデモが起きた。9月15日には約3ヶ月ぶりの大規模な反政府デモがモスクワなどで発生している。

### 2013年
2013年1月13日、米国人養子禁止法に対してモスクワで反政権デモが行われた。

## 政権側の反論
12月8日にプーチンは一連の抗議デモがアメリカがけしかけたものだと批判。野党勢力とアメリカが結びついていると主張した。
12月11日にメドヴェージェフ大統領がFacebookで声明し、デモの趣旨には賛同はしないものの、投票所における全ての不正疑惑の調査を指示したことを明らかにした。しかし、この声明は公正な選挙を要求する市民の怒りをかい、賛否入り乱れたコメントが24時間で約1万3000件もつけられた。
12月15日にはプーチンが恒例のテレビ会見番組に生出演し、どこの国でも反政権側は選挙の不正を主張すると述べつつ、デモそのものは合法的に行われれば問題はないとの認識を示し、2012年3月の大統領選挙ではすべての投票所に監視カメラを合計9万台以上つけ公正さの確保を図る考えを明らかにした。実際の投票の際にはロシア全土で10万台以上のウェブカメラ機能付きパソコンが導入され、インターネットで中継された。

## シンボル、スローガン
反政府運動のシンボルとして公正さを示す白いカーネーションやリボンが用いられた。またスローガンとしては「プーチンなきロシアを」などが用いられた。

## 著名人による言及
- アンゲラ・メルケル独連邦首相は、ロシア政府がデモ参加者に対して弾圧を行わないよう要請[60]。

### 賛同する声
- ジョン・マケイン米上院議員は、アラブの春がプーチンに近づいていると表現[17]。
- ガルリ・カスパロフは12月24日のデモにて演説。
- アレクセイ・クドリン前財務相は12月24日のデモにて演説。